# Estrella Puente
Estrella Puente (* 22. Dezember 1928 als Estrella Puente Buceta in Montevideo) ist eine ehemalige uruguayische Leichtathletin und Tennisspielerin.
Die 1,62 Meter große Sportlerin trat in der Leichtathletik in der Disziplin Speerwurf an. Ihre persönliche Karrierebestleistung stellte sie am 18. Februar 1951 in Montevideo mit einer Weite von 42,79 Metern auf. Eine Zeitlang hielt sie den südamerikanischen Rekord. Sie siegte 1949 bei den Leichtathletik-Südamerikameisterschaften in Lima. 1952 gewann sie Bronze bei den Südamerikameisterschaften in Buenos Aires und wurde Zehnte bei den Olympischen Spielen in Helsinki, wo sie Fahnenträgerin der uruguayischen Mannschaft war. 1955 gewann sie mit 43,43 Meter und persönlicher Bestleistung Silber bei den Panamerikanischen Spielen in Mexiko-Stadt.
Puente war auch als Tennisspielerin erfolgreich. Zwischen 1954 und 1959 gewann sie sechsmal in Folge die uruguayische Meisterschaft im Einzel.